# Campbell Hills
Campbell Hills är en kulle i Antarktis. Den ligger i Östantarktis. Nya Zeeland gör anspråk på området. Toppen på Campbell Hills är 835 meter över havet.
Terrängen runt Campbell Hills är varierad. Trakten är obefolkad. Det finns inga samhällen i närheten.